# Jean-Paul Besset
Pour les articles homonymes, voir Besset (homonymie).
Jean-Paul Besset, né le 17 août 1946 à Chamalières (Puy-de-Dôme), est un journaliste et homme politique français. Il est député européen écologiste de 2009 à 2014.

## Biographie
Jean-Paul Besset, originaire d'Auvergne, fait ses études au lycée Blaise-Pascal de Clermont-Ferrand.
Il fait partie dès sa création en 1969 de la Ligue communiste révolutionnaire, dont il sera membre (pseudonyme Ploëch) du comité central, et y restera onze ans, travaillant pour son journal Rouge.
En 1984, il devient chargé de mission pendant un an auprès de Laurent Fabius, quand celui-ci est Premier ministre, puis quitte Matignon pour aller créer un quotidien en Nouvelle-Calédonie en 1985. 
Journaliste, il collabore à de nombreux organes de presse (RTL, La Croix, Que Choisir, Libération, Politis, etc.), et il est pendant 10 ans rédacteur en chef au journal Le Monde. Il a été auparavant rédacteur en chef de l’hebdomadaire Politis.
En 2005, dans son dernier ouvrage, Comment ne plus être progressiste sans devenir réactionnaire, il s'attache à déchiffrer le rôle de la croissance et de notre modèle de développement dans la production des inégalités et la mise à sac de la planète. Il trace la voie d'une autre logique économique et sociale fondée sur la décroissance de l'empreinte écologique, le partage des ressources et le respect des équilibres naturels. 
Il est proche de Nicolas Hulot, qui l'a rencontré après avoir lu ce livre où il développe que la croissance serait une machine à produire des inégalités, alors que la décroissance matérielle s'inscrirait dans une logique de partage. Il devient en 2006 le maître d’œuvre du Pacte écologique et coordonne sa transcription sous forme d'un livre, Pour un pacte écologique, chez Calmann-Lévy. Par la suite, il continue à travailler avec Nicolas Hulot, dont il devient la plume et œuvre comme porte-parole de la Fondation Nicolas-Hulot, poste qu'il abandonnera pour pouvoir se consacrer à la politique dans le cadre du rassemblement Europe Écologie, désormais fusionné avec Les Verts dans le nouveau parti Europe Écologie Les Verts (EELV).
Il est l'un des initiateurs du rassemblement des écologistes pour les élections européennes de juin 2009 avec Daniel Cohn-Bendit, José Bové, Eva Joly, des responsables associatifs et les Verts. Il conduit la liste d'Europe Écologie dans la circonscription Massif central-Centre et est élu député européen le 7 juin, la liste réunissant 13,33 % des voix.
Le 6 décembre 2010, Jean-Paul Besset décide de renoncer à sa responsabilité nationale au sein d'EELV. Dans une lettre transmise aux responsables du parti et publiée par Marianne, il déclare s'être trompé et juge impossible de faire la paix entre les différentes sensibilités du parti. 
Il quitte EELV en janvier 2016. Il soutient le principe d'une candidature de Nicolas Hulot pour l'élection présidentielle de 2017, avant que celui-ci ne renonce en juillet 2016.
Lors de l'élection présidentielle de 2017, il soutient le candidat En marche ! Emmanuel Macron dès le premier tour.
Pour les élections municipales de 2020 à Clermont-Ferrand, il soutient le candidat investi par La République en marche, Éric Faidy.

## Polémique de l'affaire Alègre
Son rôle dans l'affaire Alègre du printemps 2003, où le caractère mensonger de témoignages effectués devant le juge et les journaux télévisés contre Dominique Baudis, alors président du Conseil supérieur de l'audiovisuel et ancien maire de Toulouse avait été rapidement démontré, a été dénoncé en mars 2021 par le directeur du magazine Le Point. Franz-Olivier Giesbert a alors accusé dans la Revue des deux mondes le quotidien d'avoir deux décennies plus tôt, sous la direction d'Edwy Plenel, « mené une campagne infâme » contre Dominique Baudis, « accusé faussement de crimes sexuels avant de mourir peu après d’un cancer généralisé », via un article Jean-Paul Besset où « étaient évoquées des messes rouges et des soirées sadomasochistes ». Jean-Paul Besset était alors correspondant du journal à Toulouse et cosignait cet article avec Nicolas Fichot. Selon Franz-Olivier Giesbert, il sera ensuite promu dans la hiérarchie du Monde.
L'émotion suscitée par cette affaire avait été déjà utilisée au début des années 2010 par le gouvernement, mis en difficulté au moment de l'Affaire Woerth-Bettencourt, contre l'ancien directeur du Monde devenu entre-temps cofondateur du site d'investigation Médiapart, Jean-Paul Besset étant alors accusé par le ministre Christian  Estrosi d'avoir prétendu détenir « des éléments matériels » impliquant Dominique Baudis dans cette affaire de mœurs.

## Publications
- René Dumont : une vie saisie par l'écologie, éditions Stock, 1992 (une biographie de René Dumont)
- Le Dossier calédonien, Paris, éditions La Découverte, 1988
- Amnesty International : la conspiration de l'espoir, éditions du Félin, 1991
- Comment ne plus être progressiste… sans devenir réactionnaire, Paris, éditions Fayard, septembre 2005